# Saint-Jean-Port-Joli
Pour les articles homonymes, voir Saint-Jean et Port-Joli.
Saint-Jean-Port-Joli est une municipalité canadienne au Québec, chef-lieu de la MRC de L'Islet, dans la région de Chaudière-Appalaches.

## Histoire

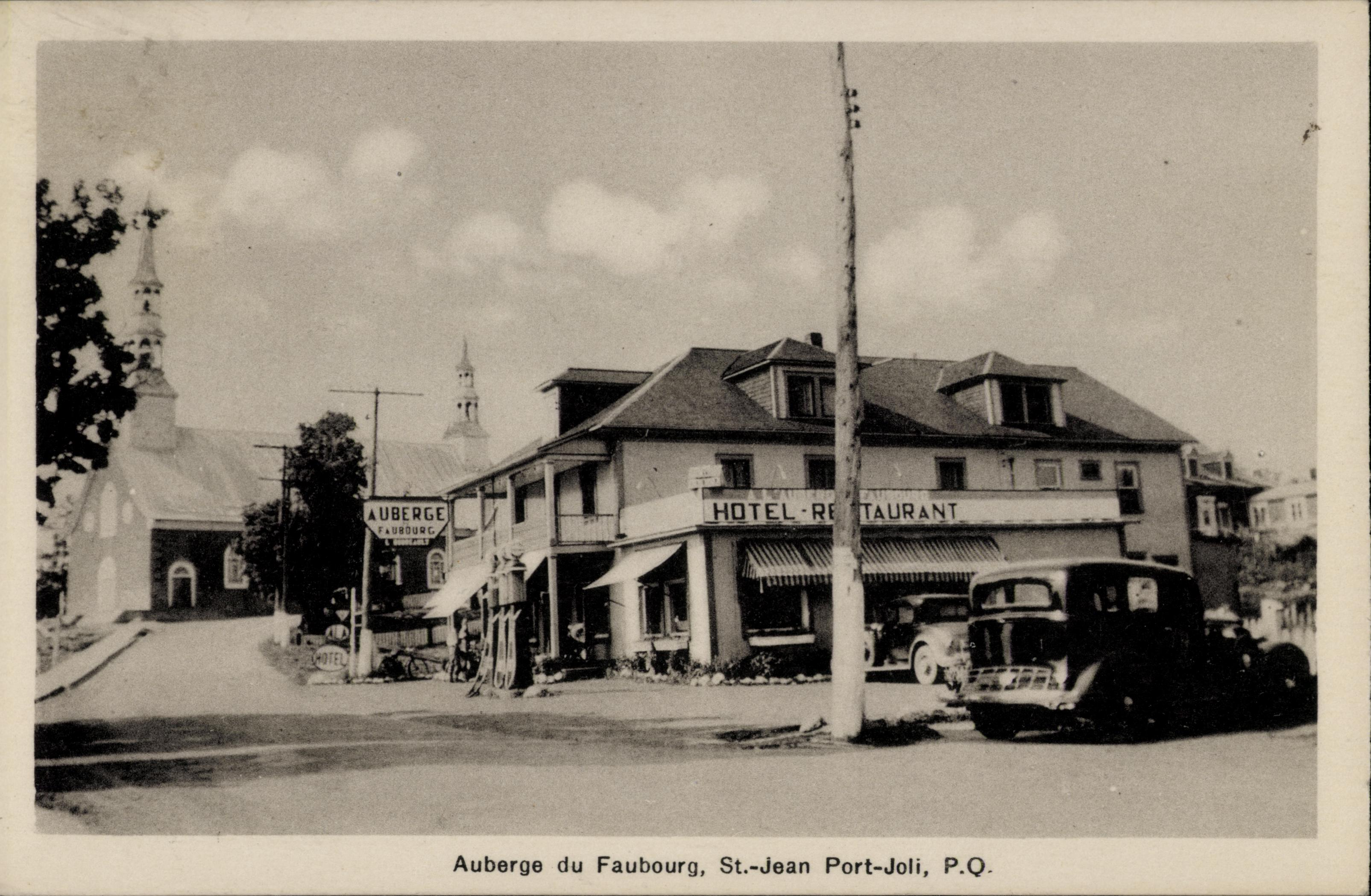
Auberge, Saint-Jean-Port-Joli, carte postale, vers 1938

La seigneurie de Port-Joly, d'où provient le nom du village, fut établie en 1677. La paroisse de Saint-Jean-Port-Joli fut érigée canoniquement en 1721. L'église, construite à partir de 1779, est d'une architecture remarquable et abrite de nombreuses sculptures. La municipalité de Port-Joli fut créée en 1845 et devint partie de la municipalité de comté en 1847. La municipalité de paroisse de Saint-Jean-Port-Joli fut établie en 1855 et fut scindée en 1857 en les municipalités de Saint-Jean-Port-Joli et de Saint-Aubert.
Tout comme les autres villages de la Côte du sud entre Rivière-Ouelle et Beaumont, toutes les maisons (sauf de très rares exceptions) furent brûlées durant la Conquête en 1759 par le régiment des Fraser Highlanders sur les ordres du général britannique James Wolfe. Toutefois le village se releva graduellement.

### Chronologie
- 1er juillet 1845 : Érection de la municipalité de Port Joli.
- 1er septembre 1847 : Fusion de plusieurs entités municipales dont la municipalité de Port Joli pour former le comté d'Islet.
- 1er juillet 1855 : Division du comté d'Islet en plusieurs entités municipales dont la municipalité de Port Joli.
- 15 mars 1969 : La municipalité change son nom pour Saint-Jean-Port-Joli.

## Géographie
Cette municipalité est située sur la rive de l'estuaire moyen du Saint-Laurent.
Les rivières Port Joli et Trois Saumons traversent la municipalité d'est en ouest pour se jeter dans le fleuve Saint-Laurent au nord-ouest.

## Démographie
| 1996  | 2001  | 2006  | 2011  | 2016  | 2021  |
| ----- | ----- | ----- | ----- | ----- | ----- |
| 3 402 | 3 372 | 3 363 | 3 304 | 3 407 | 3 329 |

## Administration
Les élections municipales se font en bloc pour le maire et les six conseillers.
| Saint-Jean-Port-Joli Maires depuis 2001                                                                              |                   |         |          |
| Élection | Maire             | Qualité | Résultat |
| 2001 | Normand Caron     |         | Voir     |
| 2005 | Jean-Pierre Dubé  |         | Voir     |
| 2009 | Jean-Pierre Dubé  | Voir    |          |
| 2013 | Jean-Pierre Dubé  | Voir    |          |
| 2017 | Normand Caron (2) |         | Voir     |
| 2021 | Normand Caron (2) | Voir    |          |
| Élection partielle en italique Depuis 2005, les élections sont simultanées dans toutes les municipalités québécoises |                   |         |          |

## Attraits touristiques

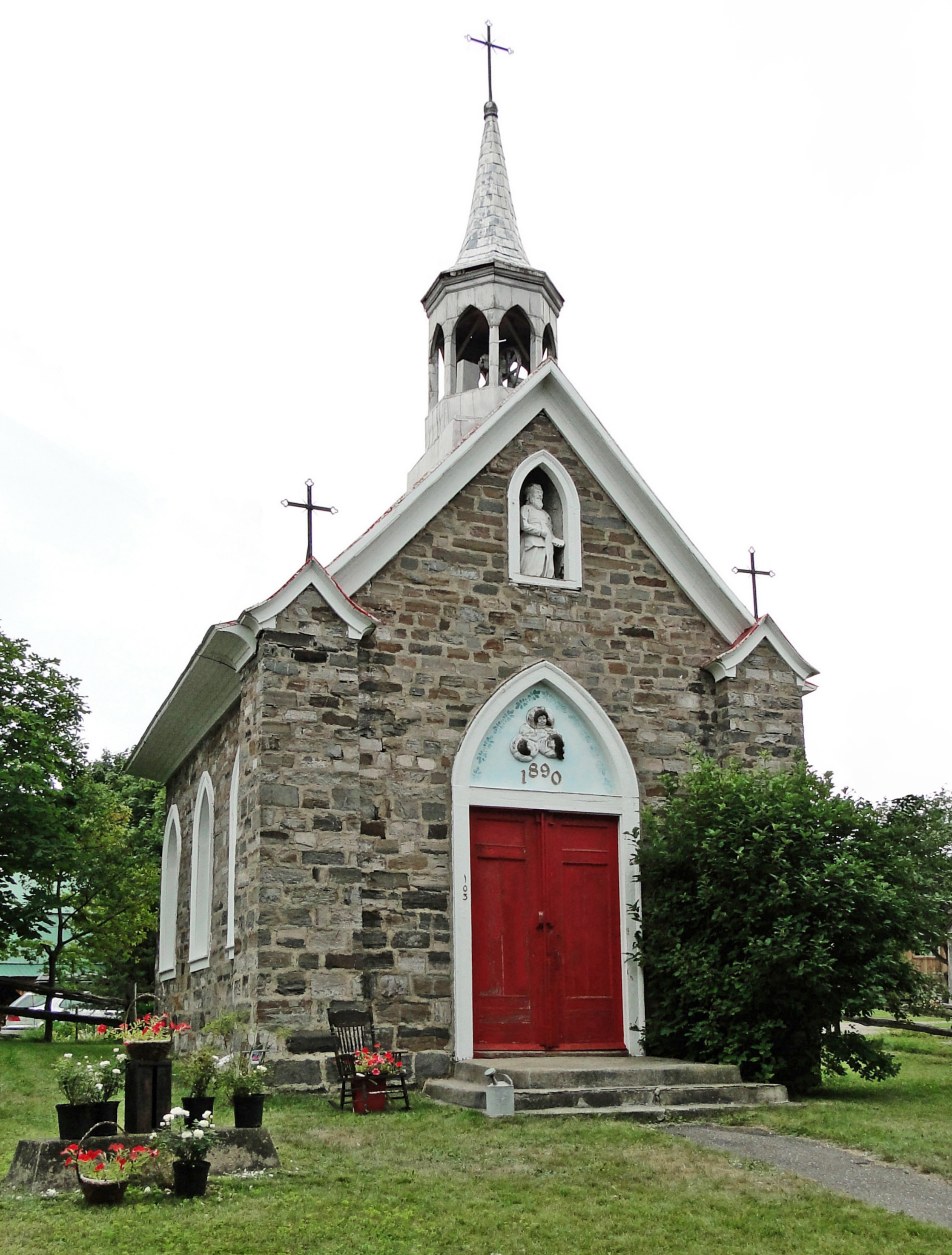
Chapelle de procession de Saint-Jean-Port-Joli

Avec sa population de 3 407 habitants, cette localité est aujourd'hui un rendez-vous touristique d'importance dans la région, principalement à cause de la présence de nombreux artisans sculpteurs sur bois et de plusieurs évènements culturels. Le village abrite aussi une marina, sur le site de l'ancien quai, de même que le Musée de la mémoire vivante.
Le village a été nommé capitale culturelle du Canada en 2005 et la vie culturelle y est toujours très active, entre autres à travers quatre festivals. Ce village est membre du Creative Tourism Network et a été élu Meilleure Destination Créative en 2015 par le Creative Tourism Awards.
En 2018, des répliques du  panneaux de localisation à l’effigie de la rue de la Branlette sont mis en vente au profit des événements culturels de Saint-Jean-Port-Joli et de la Fondation de la maladie de Parkinson.

### L'International de sculpture
Ce festival présente depuis 1994 le symposium international de sculpture sur bois en taille directe, qui accueille pendant onze jours des sculpteurs professionnels du Québec, du Canada et de l'étranger, qui réalisent, devant le public, une œuvre originale. Le symposium 2007 a sélectionné sept artistes parmi 106 projets. La plupart des œuvres réalisées s’ajoutent à la collection permanente d'une galerie à ciel ouvert, comptant maintenant plus de 90 sculptures, qui peut être visitée en tout temps sur les berges du fleuve Saint-Laurent. Le festival s'accompagne d'ateliers d'initiation à la sculpture, de conférences des artistes, d'expositions d'œuvres et de démonstrations de sculpture sur bois régionale et de sculpture sur sable.

### La Fête des chants de marins
Cette fête souligne les différents aspects de l'héritage maritime, les légendes, les chants de la mer. Elle propose aussi un menu gastronomique basé sur les produits de la mer ainsi qu'ateliers, concours littéraire, course de voiliers, marché portuaire, films et expositions.

### Les violons d'automne
Festival de musique centré sur le violon, qui présente de la musique jazz, blues, classique, populaire, traditionnelle, boogie-woogie, gitane, swing, musette, celtique, contemporaine, musique du monde.

### La fête d'hiver
Présente de la sculpture sur neige, avec volets professionnel et relève. L'évènement s'accompagne d'activités culturelles et sportives et des spectacles.

## Résidents célèbres
- Philippe Aubert de Gaspé, mémorialiste, il est l'auteur du roman Les Anciens Canadiens;
- Philippe Aubert de Gaspé fils, auteur du premier roman canadien français publié au Canada, intitulé L'influence d'un livre;
- Médard Bourgault, Jean-Julien Bourgault et André Bourgault, initiateurs d'un renouveau de la sculpture sur bois traditionnelle au Québec durant les années quarante et cinquante;